# Carlos Roqueiro Iaropoli
Carlos Alberto Roqueiro Iaropoli (Buenos Aires, 23 d'octubre de 1944) és un ciclista argentí que s'especialitzà en el ciclisme en pista. Va participar en els Jocs Olímpics de Ciutat de Mèxic de 1968.

## Palmarès
- 1968
  -  Campionat de l'Argentina en Velocitat